# Diócesis de Verdún
La diócesis de Verdún (en latín: Dioecesis Virodunensis y en francés: Diocèse de Verdun) es una circunscripción eclesiástica de la Iglesia católica en Francia. Se trata de una diócesis latina, sufragánea de la arquidiócesis de Besanzón. Desde el 3 de julio de 2014 su obispo es Jean-Paul Gusching. 

## Territorio y organización

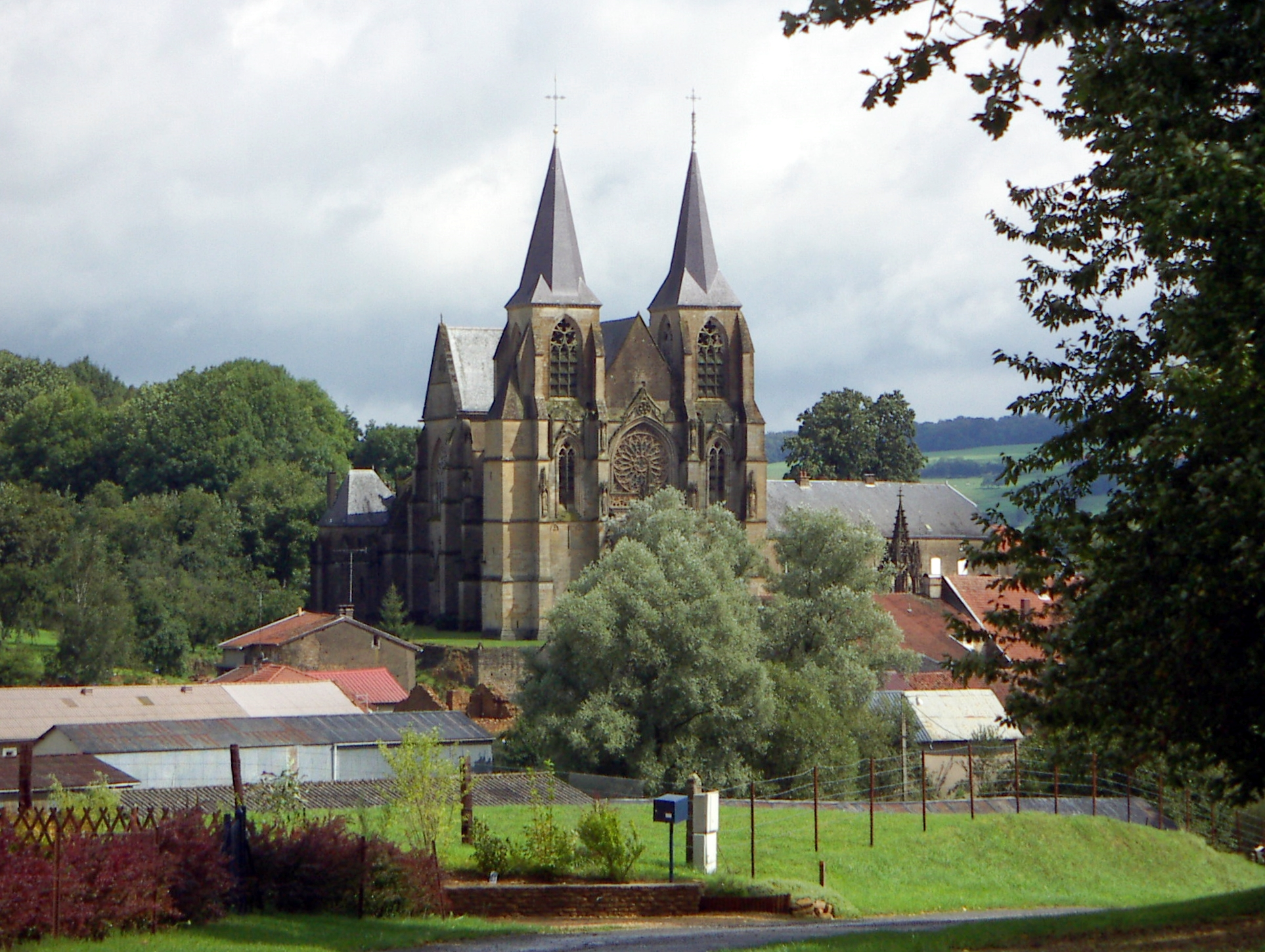
Basílica de Nuestra Señora, en Avioth

La diócesis tiene 6211 km² y extiende su jurisdicción sobre los fieles católicos de rito latino residentes en el departamento de Mosa de la región de Gran Este.

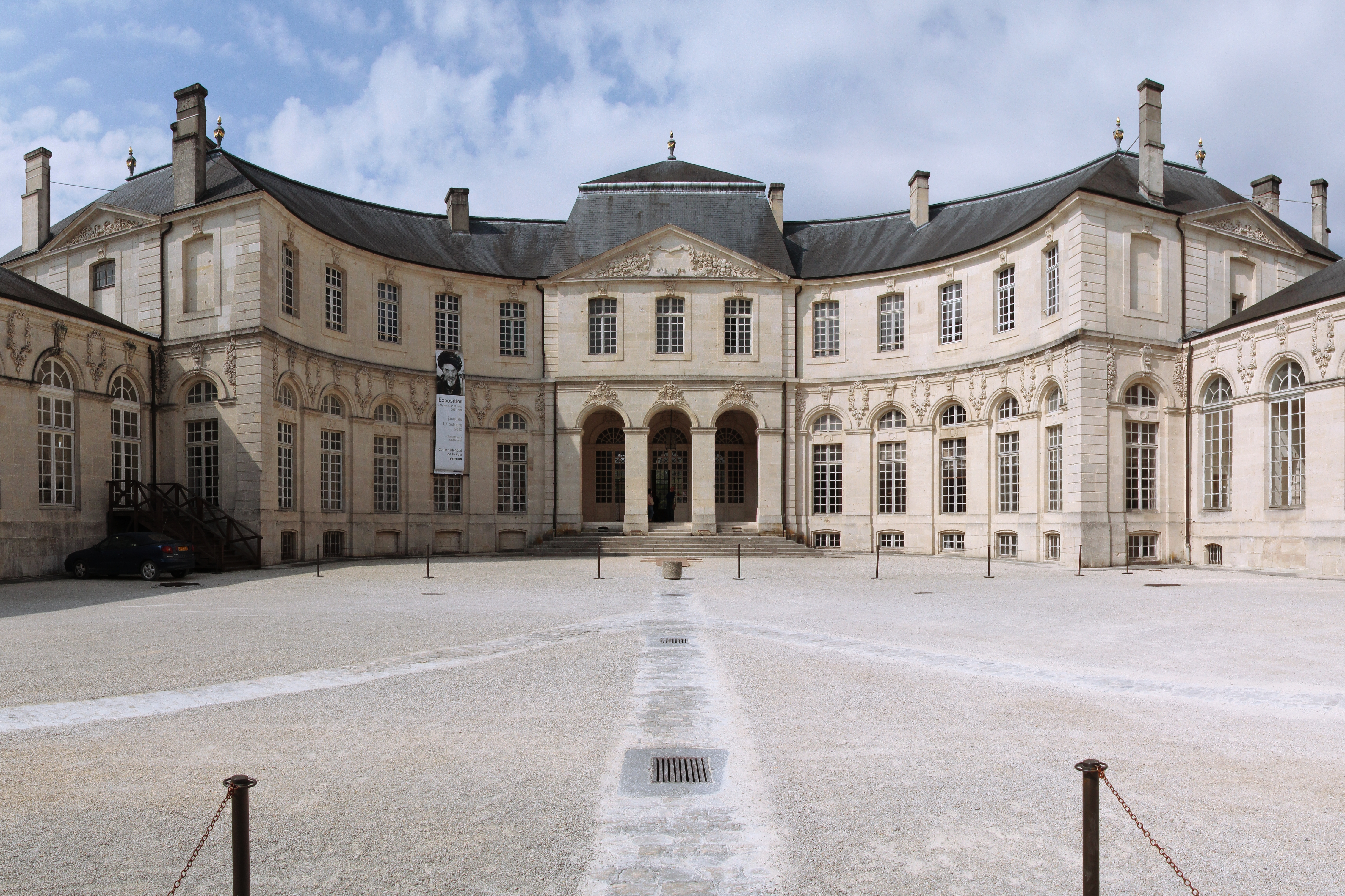
El antiguo palacio episcopal de Verdún, construido en tiempos del obispo Charles-François d'Hallencourt (1725), fue la sede de los obispos hasta 1993; hoy alberga el Centre Mondial de la Paix, des Libertés et des Droits de l'Homme

La sede de la diócesis se encuentra en la ciudad de Verdún, en donde se halla la Catedral de Nuestra Señora. En Avioth se halla la basílica de Nuestra Señora.

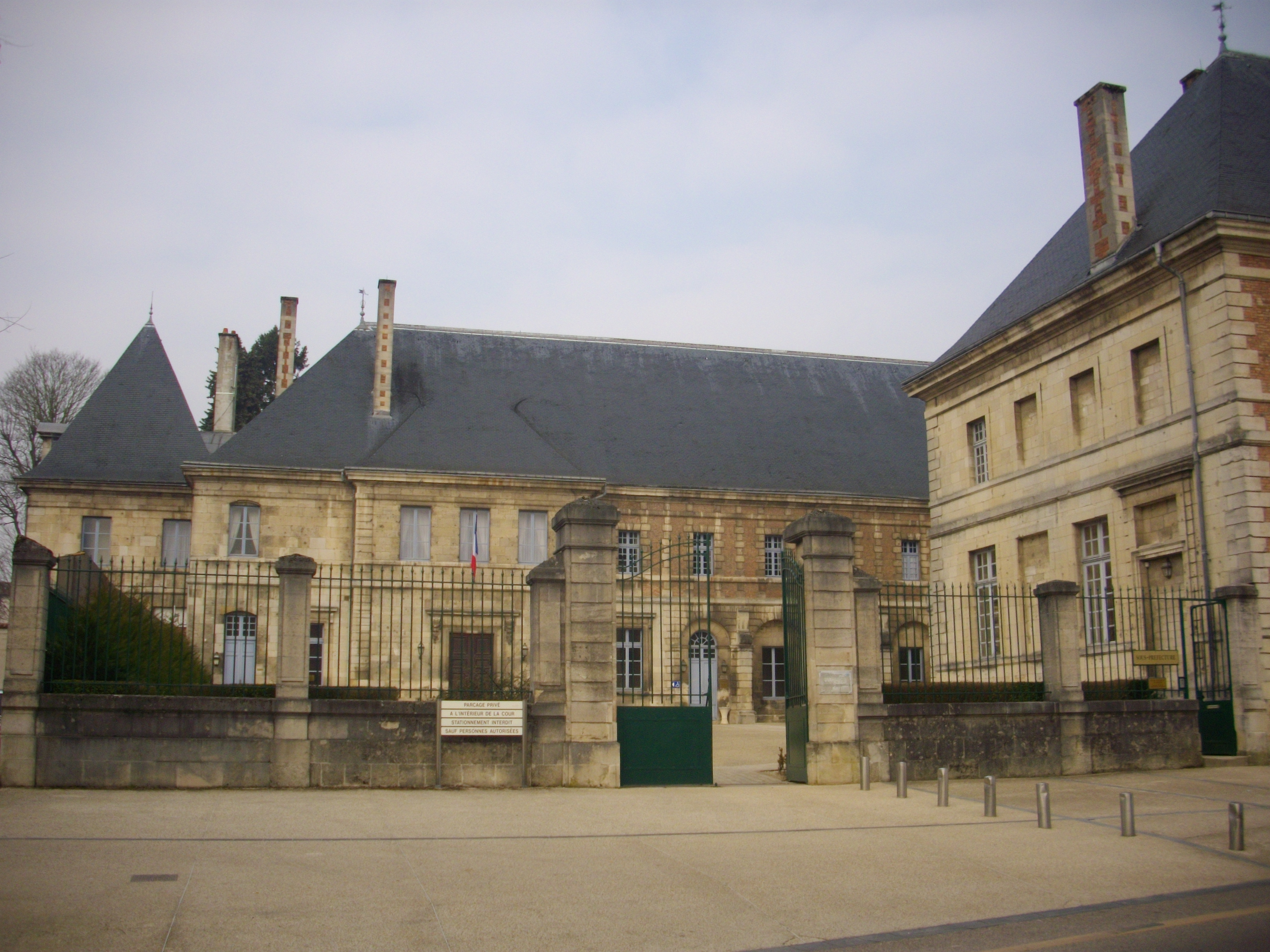
La antigua abadía de San Pablo, en Verdún, fundada en el por el obispo Wicfrido y reconstruida posteriormente varias veces, es hoy la sede de la subprefectura del Mosa y el palacio de justicia

En 2022 en la diócesis existían 515 parroquias agrupadas en 5 decanatos.

## Historia
La diócesis fue erigida en el siglo IV. El primer obispo históricamente documentado es Santino, cuya firma se encuentra en el documento redactado en el año 346 con el que, en el pseudoconcilio de Colonia, un grupo de obispos hizo suya la decisión del Concilio de Sárdica a favor de san Atanasio. Después de él, los antiguos catálogos episcopales informan de una serie de obispos conocidos sólo de la Gesta episcoporum Virdunensium (principios del siglo IX); tras estos se conoce al obispo san Desiderato, que participó en los concilios de Auvernia en 535 y de Orléans en 549.
Virodunum era la capital y centro administrativo de la civitas Virodunensium en la provincia romana de Gallia Belgica prima, como lo demuestra Notitia Galliarum de principios del siglo V. Tanto desde el punto de vista religioso como civil, Verdún dependía de la provincia eclesiástica de la arquidiócesis de Tréveris, sede metropolitana provincial.
Desde principios del siglo X, Verdún y su diócesis pasaron a formar parte del Sacro Imperio Romano Germánico. En 997 el emperador Otón III concedió a los obispos de Verdún el título de príncipes-obispos del Imperio; sin embargo, los obispos entregaron la administración temporal del principado eclesiástico a los condes de Verdún, función que con el tiempo se volvió hereditaria. El principado sobrevivió hasta 1552, cuando fue ocupado por tropas francesas, y posteriormente anexado por el Reino de Francia en la Paz de Westfalia de 1648.
En el año 990 el obispo Heimon hizo construir una nueva catedral, que fue ampliada en el siglo XII y consagrada por el papa Eugenio III en 1147.
El obispo Armand de Monchy d'Hocquincourt fue responsable de la fundación del seminario diocesano. Los cursos de teología se abrieron en el palacio episcopal en diciembre de 1678.
Al inicio de la Revolución francesa, la diócesis incluía aproximadamente 194 parroquias, agrupadas en 4 arcedianatos (la Princerie, Argonne, la Woëvre y la Rivière) y 9 decanatos.
Tras el concordato del 29 de noviembre de 1801 con la bula Qui Christi Domini del papa Pío VII, la diócesis fue suprimida y su territorio se fusionó con el de la diócesis de Nancy.
En junio de 1817 se estipuló un nuevo concordato entre la Santa Sede y el gobierno francés, al que siguió el 27 de julio la bula Commissa divinitus, con la que el papa restauró la sede de Verdún. Sin embargo, dado que el concordato no entró en vigor al no ser ratificado por el Parlamento de París, esta erección no tuvo efecto; en consecuencia, el obispo ya nombrado, Guillaume-Aubin de Villèle, nunca pudo tomar posesión de su sede.
La diócesis fue restablecida definitivamente, como sufragánea de la arquidiócesis de Besanzón, el 6 de octubre de 1822 con la bula Paternae charitatis del papa Pío VII. El antiguo territorio diocesano se hizo coincidir con el territorio del departamento de Mosa; por este motivo se cedieron 15 parroquias a la diócesis de Metz, pero al mismo tiempo se adquirieron un gran número de parroquias de las diócesis de Toul (199 parroquias), Metz (12 parroquias), Tréveris (45 parroquias), Reims (40 parroquias) y Châlons (17 parroquias). Por lo tanto, la nueva diócesis se vio significativamente ampliada con respecto a la del antiguo régimen, alcanzando la cifra de casi 500 parroquias.
El papa Pío X con un breve del 19 de diciembre de 1906 concedió al obispo de Verdún y a sus sucesores el privilegio de usar el palio.

## Estadísticas
Según el Anuario Pontificio 2023 la diócesis tenía a fines de 2022 un total de 170 120 fieles bautizados.
| Año                                                                             | Población            | Población | Población      | Sacerdotes | Sacerdotes    | Sacerdotes    | Bautizados por sacerdote | Diáconos permanentes | Religiosos | Religiosos | Parroquias |
| Año                                                                             | Bautizados católicos | Total     | % de católicos | Total      | Clero secular | Clero regular | Bautizados por sacerdote | Diáconos permanentes | Varones    | Mujeres    | Parroquias |
| ------------------------------------------------------------------------------- | -------------------- | --------- | -------------- | ---------- | ------------- | ------------- | ------------------------ | -------------------- | ---------- | ---------- | ---------- |
| 1950                                                                            | 180 000              | 188 786   | 95.3           | 330        | 319           | 11            | 545                      |                      | 11         | 380        | 451        |
| 1970                                                                            | 207 000              | 209 513   | 98.8           | 261        | 238           | 23            | 793                      |                      | 27         | 219        | 578        |
| 1980                                                                            | 200 430              | 203 904   | 98.3           | 215        | 202           | 13            | 932                      | 1                    | 13         | 200        | 592        |
| 1987                                                                            | 193 100              | 200 101   | 96.5           | 181        | 160           | 21            | 1066                     | 2                    | 27         | 148        | 578        |
| 1999                                                                            | 170 000              | 190 000   | 89.5           | 110        | 103           | 7             | 1545                     | 8                    | 9          | 98         | 60 (?)     |
| 2000                                                                            | 170 000              | 190 000   | 89.5           | 108        | 101           | 7             | 1752                     | 8                    | 9          | 94         | 51 (?)     |
| 2001                                                                            | 170 000              | 192 000   | 88.5           | 97         | 92            | 5             | 1931                     | 8                    | 5          | 89         | 57 (?)     |
| 2002                                                                            | 170 000              | 192 000   | 88.5           | 88         | 85            | 3             | 1931                     | 8                    | 3          | 90         | 577        |
| 2003                                                                            | 170 000              | 192 000   | 88.5           | 79         | 76            | 3             | 2151                     | 11                   | 3          | 87         | 577        |
| 2004                                                                            | 170 000              | 192 000   | 88.5           | 78         | 75            | 3             | 2179                     | 11                   | 3          | 82         | 577        |
| 2010                                                                            | 170 000              | 193 696   | 87.8           | 57         | 56            | 1             | 2982                     | 16                   | 1          | 62         | 517        |
| 2014                                                                            | 173 300              | 197 700   | 87.7           | 53         | 53            |               | 3269                     | 15                   |            | 43         | 515        |
| 2017                                                                            | 169 789              | 193 696   | 87.7           | 47         | 47            |               | 3612                     | 15                   |            | 36         | 515        |
| 2020                                                                            | 169 900              | 193 800   | 87.7           | 43         | 43            |               | 3951                     | 18                   |            | 32         | 515        |
| 2022                                                                            | 170 120              | 194 100   | 87.6           | 42         | 41            | 1             | 4050                     | 16                   | 1          | 28         | 515        |
| Fuente: Catholic-Hierarchy, que a su vez toma los datos del Anuario Pontificio. |                      |           |                |            |               |               |                          |                      |            |            |            |

## Episcopologio
- San Santino[nota 1] † (mencionado en 346)
- Mauro †
- Salvino †
- Aratore †[nota 2]
- San Pulcronio †
- San Possessore †
- San Firmino †[nota 3]
- San Vitone de Verdún †[nota 4]
- San Desiderato † (antes de 535-después de 549)
- San Agerico † (antes de 584-588 falleció)
- Carimiro † (588-después de 614)
- San Ermenfredo †[nota 5]
- Godone † (antes de 627-después de 637 o 638)[nota 6]
- San Paolo † (mencionado después de 641)
- Gisloaldo † (antes de febrero de 648-después de 663)
- Gereberto †
- Armonio † (mencionado en 702)
- Agreberto †
- Bertalamio †
- Abbone †
- Peppone † (en la época de Carlos Martel)[nota 7]
- Voschiso †
- Agronio †
- Madalveo † (circa 754-después de noviembre de 775)
- Pietro † (781-circa 806 falleció)
- Anstranno †[nota 8]
- Erilando †[nota 9]
- Ilduino † (antes de 829-13 de enero de 847 falleció)
- Attone † (847-1 de enero de 870 falleció)
- Bernardo † (antes del 25 de junio de 870-31 de diciembre de 879 falleció)
- Dadone † (inicios de 880-923 falleció)
- Ugo I † (923-925 depuesto)
- Bernoino † (925-939 falleció)
- Berengario † (939-después de 956 falleció)[nota 10]
- Wicfrido † (962 consagrado-31 de agosto de 983 falleció)
- Ugo II † (mencionado en 984)
- Adalberone I † (7 de septiembre de 984-16 de octubre de 984 nombrado obispo de Metz)
- Adalberone II † (3 de enero de 985 consagrado-18 de abril de 988 falleció)
- Heimon † (988-21 de abril de 1024 falleció)
- Reginbert † (1024-29 de abril de 1039 falleció)
- Richard † (1039-7 de noviembre de 1046 falleció)
- Thierry † (1046-28 de abril de 1089 falleció)
- Richer (Richhar) † (1089[nota 11]-8 de marzo de 1107 falleció)
- Richard de Grandpré † (1107-1114 falleció)
  - Mazon † (1114-1117) (administrador apostólico)
- Henri de Blois, O.S.B. † (1117-1129 renunció)
- Ursion † (1129-1131 renunció)
- Albéron de Chiny † (19 de abril de 1131 consagrado-1156 retirado)
- Albert de Mercy † (antes del 15 de agosto de 1156-14 de abril de 1162 falleció)
- Richard de Crisse † (1163-1171 falleció)
- Arnoul de Chiny † (1172-14 de agosto de 1181 falleció)
- Henri de Castel † (1181-1186 depuesto)
- Albert de Hierges † (1186-25 de julio de 1208 falleció)
- Robert de Grandpré † (agosto de 1208-25 de agosto de 1217 falleció)
- Jean d'Apremont † (1217-17 de noviembre de 1224 nombrado obispo de Metz)
- Raoul de Torote † (1224-21 de abril de 1245 falleció)
- Guy de Traignel † (1245-1245]][nota 12] falleció)
- Guy de Mellote † (21 de agosto de 1245-9 de febrero de 1247 nombrado obispo de Auxerre)
- Jean de Aix † (1247-10 de agosto de 1252 falleció)
- Jacques Pantaléon † (18 de diciembre de 1253-9 de abril de 1255 nombrado patriarca de Jerusalén, después electo papa con el nombre de Urbano IV)
- Robert de Médidan † (5 de octubre de 1255-7 de septiembre de 1271 falleció)
- Ulrich de Sarvay † (28 de octubre de 1271-24 de febrero de 1273 falleció)
- Gérard de Gransee † (1275-noviembre de 1278 falleció)
  - Sede vacante (1278-1284)
- Henri de Grançon (o Grandson) † (10 de junio de 1284-11 de junio de 1286 falleció)
  - Sede vacante (1286-1289)
- Jacques de Ruvigny † (13 de diciembre de 1289-1296 falleció)
- Jean de Richericourt † (11 de marzo de 1297-31 de marzo de 1302 falleció)
- Thomas de Blankenberg † (8 de julio de 1303-23 de junio de 1305 falleció)
- Nicolas de Neuville † (27 de agosto de 1310-1312 renunció)
- Henri de Aspremont † (23 de junio de 1312-5 de enero de 1350 falleció)
- Otton de Poitiers, O.S.B. † (12 de febrero de 1350-1351 renunció)
- Hugues de Bar † (4 de julio de 1351-13 de agosto de 1361 falleció)
- Jean de Bourbon-Montperoux † (8 de abril de 1362-28 de febrero de 1371 o 1372 falleció)
- Jean de Dampierre Saint Dizier † (19 de abril de 1372-4 de mayo de 1375 falleció)
- Guy de Roye † (28 de mayo de 1375-27 de mayo de 1381 nombrado obispo de Dol)
- Leobald de Cousance † (5 de julio de 1381-4 de mayo de 1404 falleció)
- Jean de Sarrebruck † (2 de julio de 1404-10 de enero de 1420 nombrado obispo de Châlons)
  - Louis de Bar † (10 de enero de 1420-3 de marzo de 1423 renunció) (administrador apostólico)
- Raymond † (20 de marzo de 1423-1423 renunció)
- Guillaume de Montjoie † (25 de julio de 1423-14 de febrero de 1424 nombrado obispo de Béziers)
  - Louis de Bar † (14 de febrero de 1424-23 de junio de 1430 falleció) (administrador apostólico, por segunda vez)
- Louis de Haraucourt † (31 de julio de 1430-17 de mayo de 1437 nombrado obispo de Toul)
- Guillaume Fillatre, O.S.B. † (17 de mayo de 1437-28 de enero de 1449 nombrado obispo de Toul)
- Louis de Haraucourt † (28 de enero de 1449-4 de octubre de 1456 falleció) (por segunda vez)
- Guillaume de Haraucourt † (7 de febrero de 1457-20 de febrero de 1500 falleció)[nota 13]
- Warry de Dommartin † (20 de febrero de 1500 por sucesión-7 de julio de 1508 falleció)
- Luigi di Lorena † (18 de septiembre de 1508-1522 renunció)
  - Giovanni di Lorena † (9 de diciembre de 1523-4 de junio de 1544 renunció) (administrador apostólico)
- Nicola di Lorena † (4 de junio de 1544-1547 renunció)
- Nicolas Psaume, O.Praem. † (13 de junio de 1548-10 de agosto de 1575 falleció)
- Nicolas Bousmard † (27 de febrero de 1576-10 de abril de 1584 falleció)
- Carlo di Lorena † (7 de enero de 1585-30 de octubre de 1587 falleció)
- Nicolas Boucher † (30 de marzo de 1588-19 de abril de 1593 falleció)
- Éric di Lorena † (9 de junio de 1593-1610 retirado)
- Carlo di Lorena † (19 de octubre de 1610-abril de 1622 retirado)
  - Francesco di Lorena † (1 de junio de 1623-11 de julio de 1661 falleció) (obispo electo)
  - Sede vacante (1661-1668)
- Armand de Monchy d'Hocquincourt † (27 de febrero de 1668-29 de octubre de 1679 falleció)
- Hippolyte de Béthune † (23 de junio de 1681-24 de agosto de 1720 falleció)
- Charles-François d'Hallencourt de Dromesnil † (1 de junio de 1722-16 de marzo de 1754 falleció)
- Aymard-Chrétien-François-Michel de Nicolay † (20 de mayo de 1754-9 de diciembre de 1769 falleció)
- Henri-Louis-René Des Nos † (12 de marzo de 1770-2 de septiembre de 1793 falleció)
  - Sede vacante (1793-1801)
  - Sede suprimida (1801-1822)
  - Guillaume-Aubin de Villèle † (1 de octubre de 1817-8 de julio de 1820 nombrado obispo de Soissons) (obispo electo)
- Etienne-Bruno-Marie d'Arbou † (16 de mayo de 1823-13 de marzo de 1827 renunció[nota 14])
- François-Joseph de Villeneuve-Esclapon † (9 de abril de 1827-14 de noviembre de 1831 falleció)
- Placide-Bruno Valayer † (17 de diciembre de 1832-2 de abril de 1837 renunció)
- Augustin-Jean Le Tourneur † (19 de mayo de 1827-26 de enero de 1844 falleció)
- Louis Rossat † (17 de junio de 1844-24 de diciembre de 1866 falleció)
- Augustin Hacquard † (27 de marzo de 1867-31 de mayo de 1884 falleció)
- Jean-Natalis-François Gonindard † (27 de marzo de 1885-26 de mayo de 1887 nombrado arzobispo coadjutor de Rennes[nota 15])
- Jean-Pierre Pagis † (26 de mayo de 1887-29 de marzo de 1901 renunció)
- Louis-Ernest Dubois † (18 de abril de 1901-30 de noviembre de 1909 nombrado arzobispo de Bourges)
- Jean-Arthur Chollet † (13 de abril de 1910-21 de noviembre de 1913 nombrado arzobispo de Cambrai)
- Charles-Marie-André Ginisty † (11 de marzo de 1914-7 de enero de 1946 falleció)
- Marie-Georges Petit † (7 de enero de 1946 por sucesión-31 de agosto de 1963 renunció[nota 16])
- Pierre-Francis-Lucien-Anatole Boillon † (31 de agosto de 1963 por sucesión-8 de julio de 1986 retirado)
- Marcel Paul Herriot † (25 de mayo de 1987-29 de abril de 1999 nombrado obispo de Soissons)
- François Paul Marie Maupu (9 de marzo de 2000-3 de julio de 2014 retirado)
- Jean-Paul Gusching, desde el 3 de julio de 2014